# Kreissparkasse Heilbronn
Die Kreissparkasse Heilbronn ist eine öffentlich-rechtliche Sparkasse mit Sitz in Heilbronn in Baden-Württemberg.

## Organisationsstruktur
Die Kreissparkasse Heilbronn ist eine Anstalt des öffentlichen Rechts. Rechtsgrundlagen sind das Sparkassengesetz für Baden-Württemberg und die durch den Verwaltungsrat der Sparkasse erlassene Satzung. Organe der Sparkasse sind der Vorstand, der Verwaltungsrat und der Kreditausschuss. Träger der Kreissparkasse sind der Landkreis Heilbronn sowie die Städte und Gemeinden Eppingen, Gemmingen, Heilbronn, Ittlingen und Kirchardt.

## Geschäftsgebiet
Die Kreissparkasse Heilbronn unterhält ihre Hauptstelle in Heilbronn.
Ferner unterhält sie BeratungsCenter in Bad Friedrichshall, Weinsberg, Neckarsulm, Eppingen und Lauffen. In allen BeratungsCentern stehen Spezialisten für Immobilien und Baufinanzierungen, gewerbliche Kunden, Versicherungen sowie Vermögensberatung zur Verfügung. 
Weitere Filialen befinden sich in Bad Wimpfen, Beilstein, Brackenheim, Flein, Gemmingen, Gundelsheim, Güglingen, Ilsfeld, Kirchardt, Leingarten, Möckmühl, Neuenstadt am Kocher, Nordheim, Obersulm, Oedheim, Schwaigern, Sulzfeld, Talheim, Untereisesheim, Untergruppenbach, Wüstenrot.

## Geschäftszahlen
Die Kreissparkasse Heilbronn wies im Geschäftsjahr 2023 eine Bilanzsumme von 13,467 Mrd. Euro aus und verfügte über Kundeneinlagen von 8,714 Mrd. Euro. Gemäß der Sparkassenrangliste 2023 liegt sie nach Bilanzsumme auf Rang 14. Sie unterhält 100 Filialen/Selbstbedienungsstandorte und beschäftigt 1.616 Mitarbeiter.

## Geschichte

### Oberamtssparkasse ab 1856

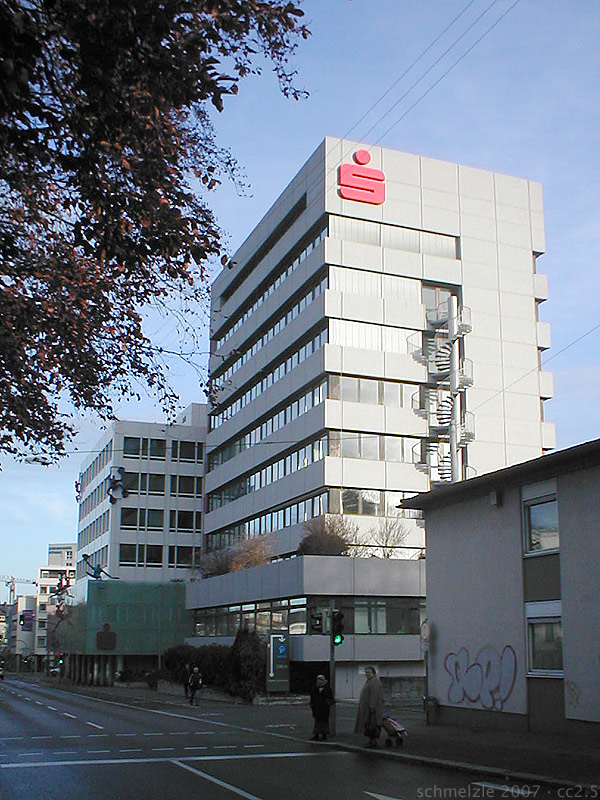
Das achtgeschossige, im Gebäudekomplex der KSK Heilbronn aufgegangene frühere Landratsamtsgebäude

Die Kreissparkasse Heilbronn geht auf die am 4. Juli 1856 gegründete Oberamtssparkasse zurück, die von 1871 bis 1887 ihr Kassenlokal im ehemaligen Post- und städtischen Kanzleigebäude am Hafenmarkt in der Heilbronner Sülmerstraße hatte. 1882 erfolgte die Gründung eines Pfennig-Sparvereins „zur Erfassung der kleinsten Beträge“. 1887 zog die Oberamtssparkasse ins erste eigene Gebäude in der Klarastraße 15. Im Jahr 1906 ging die Verwaltung der Oberamtssparkasse auf den Bezirksrat über. 1912 wurden die ersten Nebenzweigstellen als Oberamtssparpflegen eröffnet. 1917 erhielt die Sparkasse Heilbronn die Ermächtigung zur Verwahrung und Verwaltung von Wertpapieren jeder Art sowie die passive Scheckfähigkeit. Nach der Inflation 1923 entwickelte sich die Kasse zur größten Oberamtssparkasse in Württemberg, die 1927 ihre Geschäftsräume ins Hochparterre des neuen, aus Stahlbeton errichteten Kreisverbandshauses in der Klarastraße 23 verlegte.
Durch ein neues Sparkassengesetz wurden die Sparkassen 1932 mit einer neuen Satzung zu Anstalten des öffentlichen Rechts mit eigener Rechtspersönlichkeit.

### Kreissparkasse ab 1934
Die neue Kreisordnung von 1934, welche die Amtskörperschaften in „Kreisverbände“ umbenannte, brachte auch die neue Bezeichnung „Kreissparkasse Heilbronn, öffentliche Sparkasse der Stadt und des Landkreises Heilbronn“. Die bis dahin selbstständigen Sparkassen in Brackenheim und Neckarsulm und die Zweigstellen in Lauffen, Neuenstadt, Bad Friedrichshall und Möckmühl wurden 1938 als Hauptzweigstellen der Heilbronner Kreissparkasse angegliedert. Im selben Jahr erwarb die Sparkasse das Anwesen „Adlerkeller“ in der benachbarten Klarastraße 30 und verlegte einige Abteilungen dorthin. 1939 mietet die Sparkasse außerdem den Parterrestock des Gebäudes Klarastraße 20 (ehemaliges Reichsbankgebäude) an.
Beim Luftangriff auf Heilbronn am 4. Dezember 1944 wurde das eigene Haus der Kreissparkasse total zerstört, das Kreisverbandshaus und das angemietete Haus der Kreissparkasse brannten bis auf die Grundmauern nieder. Auch die Gebäude der Hauptzweigstellen in Weinsberg, in Neuenstadt und das Rathaus in Böckingen fielen dem Bombenkrieg zum Opfer.
Der Kassenbetrieb konnte provisorisch aufrechterhalten werden. Im Juni 1945 nahm die Sparkasse eine behelfsmäßige Buchhaltung in der Bismarckstr. 67 auf. Im Mai 1947 nahm die Sparkasse wieder den vollen Bankbetrieb im wiederhergestellten Kreisverbandsgebäude an der Klarastraße auf.

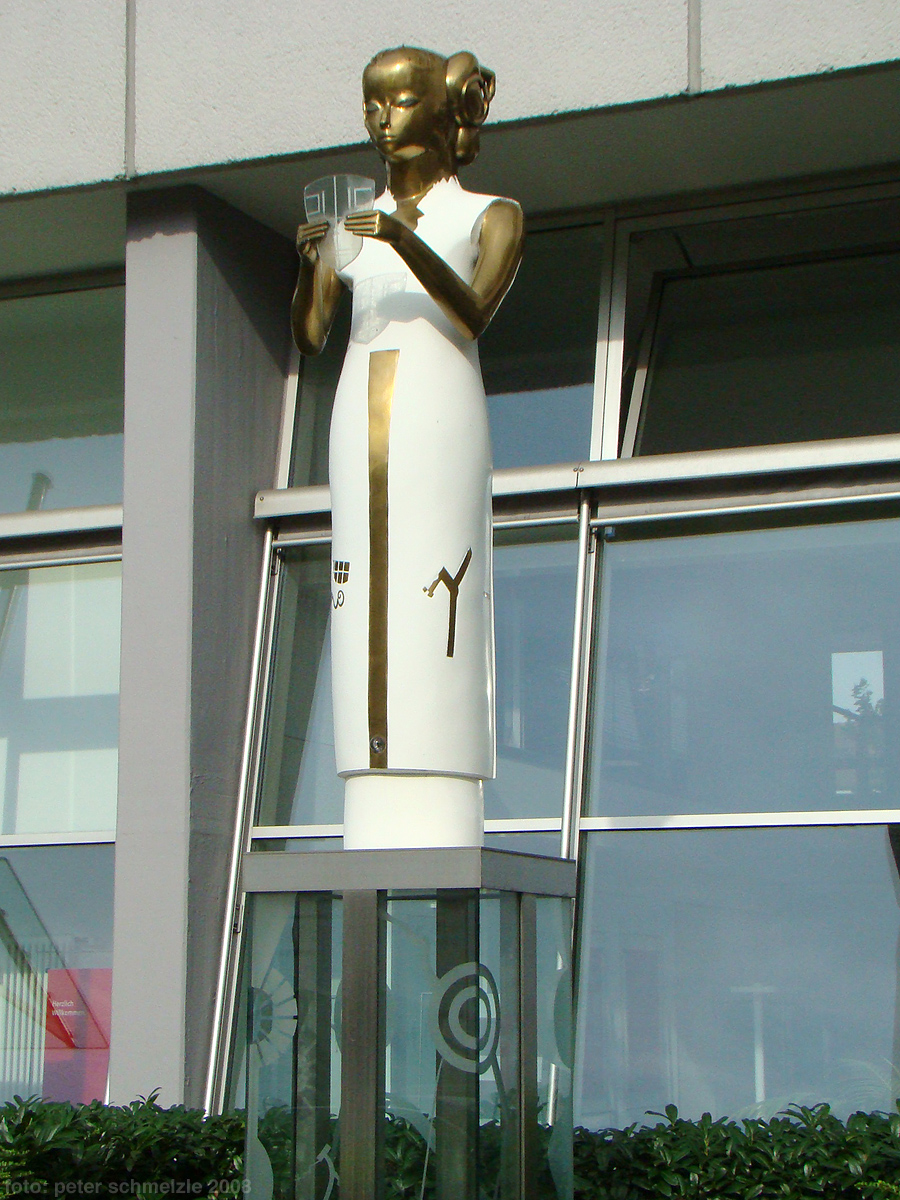
Schmettau-Skulptur vor der Hauptstelle

Im Jahr 1958 wurde der heute noch als Hauptstelle genutzte Neubau beim Wollhauszentrum bezogen, der 1978 um einen Mittelbau erweitert wurde. In diesem Gebäudekomplex ist das ehemalige Landratsamtsgebäude an der Urbanstraße (früher Klarastraße) aufgegangen, das früher nach dem bis 1989 amtierenden Landrat Otto Widmaier auch Langer Otto genannt wurde. Es ist ein achtgeschossiges Hochhaus, das nach Entwürfen des Architekten Rolf Winter aus Heilbronn ab 1968 erbaut und am 1. Oktober 1971 eingeweiht wurde. In der Hauptstelle wurden 1983 die ersten beiden Geldautomaten des Instituts aufgestellt. 1990/91 wurde der Mittelbau der Hauptstelle aufgestockt und mit der markanten Glaspyramide versehen. Nach einem vorangegangenen engeren Künstlerwettbewerb wurde 1996 vor der Hauptstelle die überlebensgroße bemalte Bronzeskulptur Frau, sich die Maske abnehmend des Künstlers Joachim Schmettau aufgestellt.
2002 erfolgte die Fusion mit der Bezirkssparkasse Eppingen, deshalb reicht das Geschäftsgebiet in westlicher Richtung bis nach Sulzfeld im Landkreis Karlsruhe.
Die Hauptstelle wurde 2004 durch einen abermaligen Erweiterungsbau an der Ecke Wollhaus-/Uhlandstraße vergrößert. Im Jahr des 150-jährigen Jubiläums des Instituts, 2006, wurde die neue Kundenhalle eröffnet. In dem neu gestalteten Veranstaltungsbereich "Unter der Pyramide" finden ab Herbst 2013 regelmäßig kulturelle und informative Veranstaltungen statt.
Im September 2014 startet „Blickpunkt Finanzen“ als Printversion und wird vier Mal im Jahr veröffentlicht. 2016 gründet die Sparkasse Heilbronn zusammen mit der Sparkasse Ludwigsburg das Unternehmen S-International (SIBWN – S-International Baden-Württemberg Nord GmbH u. Co.KG.), zur Bündelung des Auslandsgeschäfts. Das Konzept war sofort ein großer Erfolg und setzte sich so weit durch, dass das Unternehmen nun schon 16 Sparkassen beinhält (Stand 2023), drei davon auch aus Rheinland-Pfalz. 2024 schließen sich drei weitere Sparkassen an. 2018 erstellt die Kreissparkasse Heilbronn eine Social Media Präsenz und führt diese auf diversen Plattformen. 2019 eröffnet das BeratungsCenters in Weinsberg. 2022 eröffnet darauf folgend  des innovative und moderne BeratungsCenters in Lauffen und im Oktober desselben Jahres wird die digitalen Videoreihe „Blickpunkt Finanzen“ eingeführt. 2024 eröffnet das innovativen und modernen BeratungsCenters in Bad Friedrichshall und mit dem Erwerb eines Grundstücks in unmittelbarer Nähe der Hauptstelle „Am Wollhaus“ in Heilbronn startet das Zukunfts-Projekt für Heilbronn - Das Sparkassen Quartier.